# Patrik Andersson
Patrik Jonas Andersson, "Bjärred", född 18 augusti 1971 i Bjärred, är en svensk före detta fotbollsspelare som under sin karriär spelade i klubbar som Malmö FF, Borussia Mönchengladbach, Blackburn, Bayern München och FC Barcelona. Från 1992 och tio år framåt var han en tongivande spelare i det svenska landslaget med en tredjeplats i EM 1992 och en bronsmedalj från VM 1994 som de största framgångarna.
Med Bayern München vann Andersson Champions League (säsongen 2000/01), tyska ligan två gånger och cupen två gånger. I karriärens slutskede, hemflyttad till Sverige och Skåne efter att ha varit utlandsproffs under tolv år, vann han till sist också ett SM-guld när Malmö FF vann Allsvenskan 2004.
Andersson blev år 2001 uttagen i UEFA:s världslag och hemma i Sverige tilldelades han två gånger, år 1995 och 2001, Guldbollen som Sveriges bästa fotbollsspelare. År 2015 valdes han dessutom, som dess medlem nr 54, in i Svensk fotbolls Hall of Fame.
Både hans far Roy Andersson och brodern Daniel Andersson har spelat fotboll på internationell nivå.

## Klubbkarriär

### Malmö FF-debut
Patrik Andersson gjorde allsvensk debut i Malmö FF 19 juli 1989 mot Gais. 
Det var Roy Hodgson som under sin sista säsong släppte fram Andersson, som då fortfarande var junior.
Andersson debuterade internationellt på MFF:s mittfält mot Inter hemma på Malmö stadion 13 september 1989 i Europacupen. MFF vann med 1-0. Unga talangen "Bjärred" fick lysande betyg, speciellt i returen 27 september i Milano, när MFF mot alla odds lyckades få ett 1-1-resultat som tog de otippade svenskarna vidare i turneringen och slog ut de italienska mästarna. Patrik Andersson raderade ut tyske giganten Lothar Matthäus på mittfältet.
Han tillhörde under de följande åren den absoluta toppen bland svenska spelare.

### Blackburn och Borussia Mönchengladbach
Patrik Anderssons proffsäventyr började december 1992 med ett snabbt stopp i Premier League i ett storsatsande Blackburn Rovers där Kenny Dalglish var manager. Övergångssumman som MFF fick var 10 miljoner kronor. Andersson debuterade 9 januari 1993 mot Wimbledon. Men det blev bara 12 matcher i ligan för Blackburn, endast hälften som startspelare, och han hamnade i reservlaget. Andersson gjorde ett mål för Blackburn i ligacupens semifinal mot Roland Nilssons Sheffield Wednesday 14 mars 1993.
Det var först när han kom till Bundesliga och Borussia Mönchengladbach i november 1993 som karriären tog riktig fart. Debuten i Tyskland kom mot Werder Bremen 19 november.
Under fem raka säsonger var Andersson en av de viktigaste kuggarna i Mönchengladbach, som då hade ett starkt lag med Martin Dahlin och Stefan Effenberg. Efter säsongen 1994/95 blev han uttagen som mittback i Årets lag i Bundesliga. Andersson trivdes bra och skrev ett nytt kontrakt som löpte fram till juni 1998.
Men när flera av nyckelspelarna lämnade, blev Mönchengladbach ett bottenlag. Laget klarade sig precis kvar 1997/98 och åkte ur Bundesliga året efter. Först då kunde Andersson gå vidare, till storklubben Bayern München.

### Bayern München och Barcelona
Andersson blev 19 maj 2001 stor hjälte när han säkrade ligaguldet till Bayern med ett frisparksmål i slutsekunderna i den sista ligaomgången. De behövde ta poäng borta mot Hamburg för att bli tyska mästare. Hamburg ledde matchen med 1-0, men i 94:e matchminuten, fick Bayern en indirekt frispark i Hamburgs straffområde. Det var då som Stefan Effenberg pekade på Patrik Andersson som klev fram och sköt målet som gjorde Bayern till mästare.
23 maj 2001 vann han Champions League med Bayern efter finalseger efter straffar mot Valencia. Andersson, som varit felfri under matchen, fick slå Bayerns fjärde. Han missade. Men Bayern Münchens målvakt Oliver Kahn räddade tre av Valencias straffar och Bayern München blev europamästare.
På sommaren såldes Andersson för 75 miljoner kronor till storklubben FC Barcelona. Han debuterade 8 augusti 2001 mot Wizla Krakow. Samma år vann han också Guldbollen för andra gången och blev uttagen till UEFA:s världslag. Men i Barcelona fick Andersson mycket skadeproblem.  
Han hade en svår säsong efter VM-skadan i Japan, och efter en höftoperation hade han en lång rehabilitering. 21 december 2003 spelade han sin sista match för Barcelona mot Celta Vigo.

### Hemkomst till MFF
Patrik Andersson valde att flytta hem till Sverige januari 2004 för spel i Malmö FF. Hemkomsten till Malmö kryddades med ett SM-guld 2004.
Året efter var det färdigspelat. Ett söndertrasat knä (främre korsband, sidoledband och menisk) i Champions League-kvalet mot FC Thun 10 augusti 2005 satte stopp för en fortsättning på planen, och 13 augusti meddelade Andersson att han slutade med fotbollen.

## Landslagskarriär
Patrik Andersson debuterade i landslaget 29 januari 1992 i en träningslandskamp mot Australien.
Han startade 3 av Sveriges 4 matcher i EM 1992, som mittback med Jan Eriksson. Andersson var avstängd i semifinalen mot Tyskland.
Han spelade Sveriges samtliga 660 minuter i VM 1994, och var en starkt bidragande orsak till VM-bronset. Tillsammans med Joachim Björklund, som han spelat med i pojk- och OS-landslaget, bildade han en av turneringens bästa mittbackslås. Andersson var inblandad i båda baklängesmålen i öppningsmatchen mot Kamerun, men växte sedan till en jätte i backlinjen. Han var även under flera år lagkapten i landslaget.
Sverige missade att kvala in sig till EM 1996 i England och missade även kvalet till VM-slutspelet 1998 i Frankrike.
Sverige tog sig däremot till EM-slutspelet 2000. Han såg fram emot det första mästerskapet efter VM-bronset i USA 1994. Men EM-premiären mot Belgien 2000 blev inte alls vad Patrik Andersson hoppats på. Det började med en förlust i en match där den svenske lagkaptenen blev utvisad när det var tio minuter kvar. I den avslutande matchen mot Italien var kapten Andersson tillbaka, där blev spelet bättre även om blågult förlorade med 2–1.
Han spelade samtliga 10 kvalmatcher som tog Sverige till VM 2002, där de bara släppte in 3 mål. Han hade precis innan VM kämpat oerhört mycket för att komma i form efter den knäskada som höll honom borta från spel under stora delar av våren. Han lyckades komma tillbaka och hann även spela träningslandskamperna mot Paraguay och Japan före VM. Men på träningen, dagen före VM-premiären mot England, sköt Andersson ett skott med vänsterfoten och föll direkt efteråt ned på marken med smärta i vänstra låret. Det blev en konstaterad muskelbristning och 14 juni efter gruppspelet, lämnade lagkaptenen VM-truppen och flög hem till Sverige.
26 augusti 2003 tackade Patrik Andersson nej till fortsatt spel i landslaget efter 11 år och 96 A-landskamper.

## Övrigt
Patrik Andersson har varit anställd som Manchester Uniteds scout i Skandinavien.
Han är grundare och VD av FBC Escola Camp Sweden, ett träningsläger som arrangeras enligt Barcelona-modellen. Lägret såg dagens ljus sommaren 2012 efter att han sålt in idén till Barcelona, klubben han själv representerade. Han började även med personliga investeringar i nordiska tillväxtbolag. 2017 arbetade han som affärsutvecklare och investerare i byggkoncernen Serneke.
2019 var han också styrelseledamot i intresseorganisationen Elitfotboll Dam där han ansvarade för de sportsliga frågorna.

## Meriter
- VM-turneringar: 1994, 2002
- VM-medaljer: 1 brons (1994)
- Svenska Dagbladets guldmedalj 1994
- Jerringpriset 1994
- EM-turneringar: 1992, 2000
- EM-semifinal: 1992
- Champions League-mästare: 2001
- Guldbollen: 1995, 2001
- Lirarnas lirare Sveriges bästa fotbollsspelare 1992
- Århundradets elva Borussia Mönchengladbach
- Bästa elvan någonsin Malmö FF
- Århundradets landslag VM-laget 94
- Uefa:s världslag 2001
- Svensk mästare: 2004
- Tysk mästare: 2000, 2001
- Tysk cupmästare: 1995, 2000
- Tysk ligacupmästare 1999,2000
- Svensk fotbolls Hall of Fame 2015
- Vinnare av "Superstars" 2009